# 암구호
암구호(暗口號)는 군대 등 보안이 필요한 단체에서 사용하는 단어 문답에 의한 신호로서, 서로가 같은 보안조직의 구성원임을 인증하기 위해 미리 정해 놓은 문답이다. 문어와 답어로 구성된다. 대한민국에서는 "화랑"이라고 물으면 "담배"라고 대답하는 암구호가 유명하다. 제2차 세계 대전 중 디데이에 연합군이 사용한 잘 알려진 암구호가 있는데, 이 때 사용한 것은 flash - thunder - welcome이다. (welcome은 독일인 구분을 위해 사용함)

## 사용
| 암구호 예시 | 문어   | 답어   |
| ----------- | ------ | ------ |
| 암구호 예시 | 화랑   | 담배   |
| 암구호 예시 | 스포츠 | 디스크 |
| 암구호 예시 | 야구   | 버스   |

암구호는 전군이 통일한 사항으로 매일매일 바뀌는 것이 원칙이다. 암구호는 적이 유추하기 어렵게 하기 위해 서로 연관성이 없는 두개의 단어나 문장 등을 사용해야 한다. 피 식별인에게 암구호를 물어봤지만 암구호를 모를 시엔 수하를 실시한다. 수하 시에 암구호로 피아를 식별하는 방법은 다음과 같다. 만약 문어가 '경계', 답어가 '철저'일 때, 초병은 "경계"라고 말하며 피수하자가 답어를 대답하게 하거나, "암구호!"라고 말하며 문어와 답어를 모두 답하게 하는 경우가 있다.
암구호를 모르지만 아군일 경우도 있기 때문에 총기의 사용은 적이 도주하거나 공격할 시에 가능하도록 규정하고 있다.

## 특징
암구호의 문어와 답어는 간단, 명료한 것으로 정해야한다. 짧은 단어가 아닌 긴 문장으로 정할 경우에 적군이 신분을 알아채고 바로 공격을 할 수 있기 때문이다. 세계 여러 나라에서 암구호를 선정하는 방식은 다양하나 간단, 명료해야한다는 원칙은 동일하다. 단어가 아닌 숫자를 사용하는 경우도 있으며 2중 암구호를 사용하는 등 다양한 종류가 파생되어 존재한다. 
암구호는 같은 조직의 구성원임을 확인하기 위한 문답이기 때문에 다른 언어를 사용하는 국가 간 전쟁보다 동일 언어를 사용하는 국가 간 전쟁에서 필요성이 크다.  암구호가 적군에게 노출될 경우 아군과 적군을 구분할 수 없기 때문에 암구호는 보안을 유지하는 것이 중요하다. 암구호가 적군에게 노출될 수도 있다는 단점을 보완하기 위해서 합수어를 사용하는 경우도 있다.

## 합수어
합수어는 숫자를 통해 피 식별자의 신분을 확인하는 방법이다. 하나의 숫자를 정하고 숫자를 외쳤을 때 상대방이 정해진 숫자와 외친 숫자의 차를 말하는 방식이다. 예를 들어 정해진 숫자가 25일 경우 10을 외치면 상대방은 15를 외쳐야 하는 것이다. 

## 전파 방법
암구호는 군사 3급 비밀로, 보안 유지가 매우 중요하기 때문에 전파를 할 때 반드시 구두로 전파해야한다. 대한민국의 경우 군법으로 이를 규제하고있다. 메시지, 전화 등 다른 매체를 통해 전파하는 것은 모두 군법으로 제재된다. 

## 유출 사건
• 2020년 2월 - 강원도의 한 부대에서 외박에서 복귀하던 A 일병이 카카오톡으로 암구호를 문의했고, B 일병이 이를 공유한 사건이 발생했다. 당일 낮에 변경된 암구호를 알고 있는 A 일병을 이상하게 여긴 위병소 근무자의 보고에 의해 알려졌다. A 일병과 B 일병은 모두 징계 처분을 받았다.

## 같이 보기
- 비밀번호